# Neomalthusianisme

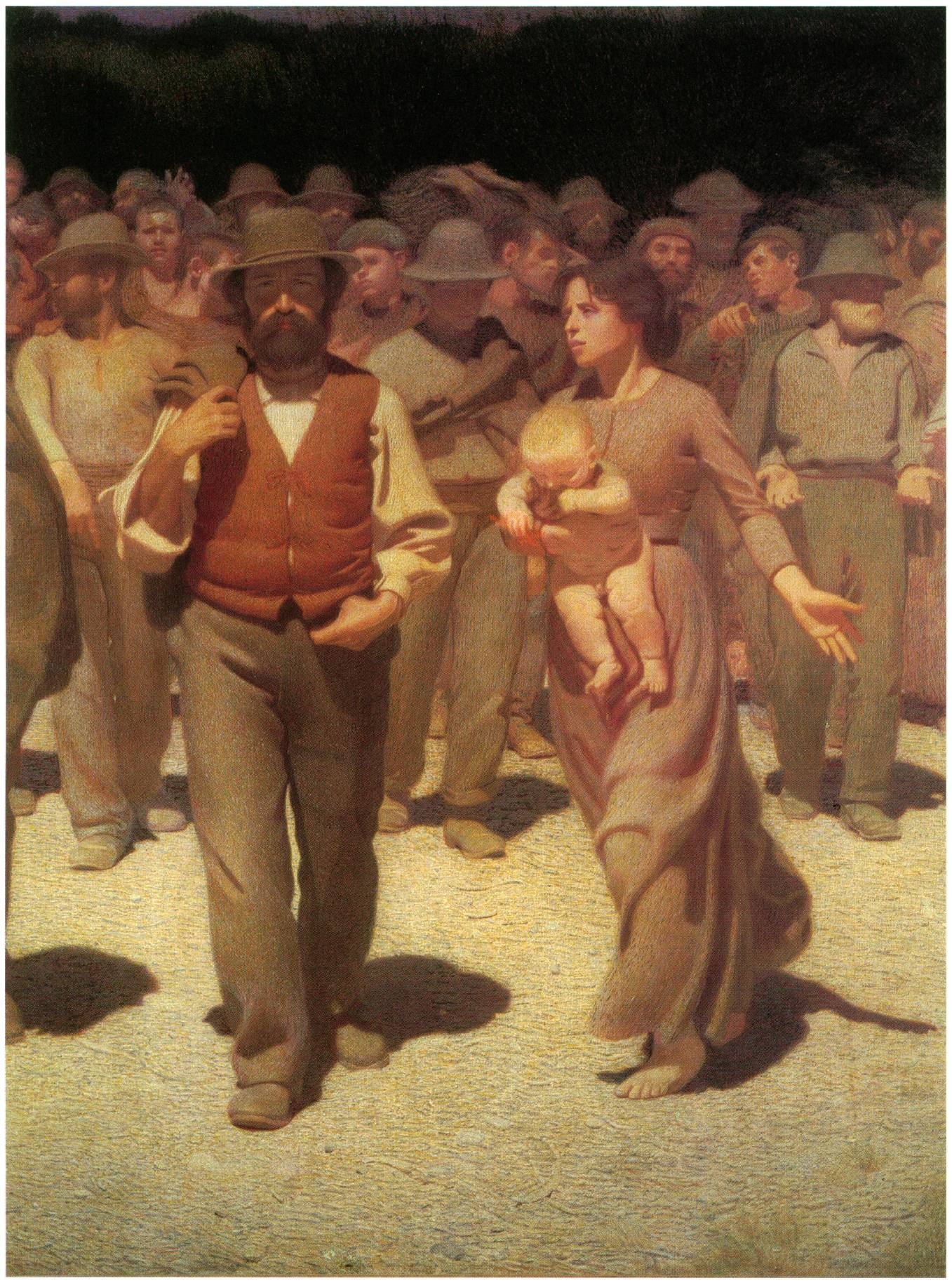
Detall de la pintura El Quart Estat, obra de 1901 de Giuseppe Pellizza da Volpedo (1868-1907). El quadre està referit al proletariat, proveïdor de la prole que necessitaven els Estats per a mantenir la infanteria dels exèrcits (carn de canó) i l'abundant mà d'obra necessària per a les fàbriques de la revolució industrial

El Neomalthusianisme és una teoria demogràfica, social i poblacional que considera l'excés de població de les classes pobres com un problema per a la seva emancipació. El neomalthusianisme neix a finals del segle xix, inspirat en els moviments revolucionaris de l'anarquisme i el socialisme, recull en part la teoria poblacional de Thomas Malthus -la població creix més que els recursos i pot produir-se una catàstrofe malthusiana o superpoblació, d'aquí el seu nom- però, a diferència del malthusianisme, considera el problema des d'una perspectiva social, emancipadora i revolucionària de les nombroses classes pobres i no com un simple problema econòmic -derivat de l'excés de població subsidiada- que afectaria, segons Malthus a l'Estat i als privilegis de les elits burgeses.
Per al neomalthusianisme el problema és l'excés de famílies nombroses i la reproducció il·limitada de les classes pobres que els condemna a la misèria. Per a la seva solució, i des d'una perspectiva social i política, proposen la presa de consciència social i individual de la necessitat de la procreació limitada o procreació conscient del proletariat, la separació entre sexualitat i reproducció, la defensa de la maternitat lliure, l'alliberament femení, la llibertat sexual, la promoció de la planificació familiar, la cura dels nens així com l'ús i difusió de mètodes anticonceptius artificials.
A diferència del neomalthusianisme, Thomas Malthus proposava, per solucionar el problema econòmic que li produïa a l'estat l'excés de població, obstacles repressius: repressió sexual, castedat, retard del matrimoni així com la inevitable aparició d'obstacles destructius: fams, epidèmies i guerres.

## Malthusianisme i neomalthusianisme: ideologies oposades
Des de la publicació per Malthus en 1798 de l'Assaig sobre la població les teories malthusianes van servir a la burgesia empresarial, a l'Església catòlica i als diferents estats per justificar la inevitabilitat de la desigualtat social del proletariat -els proveïdors de prole- (alguna cosa similar va ocórrer amb el darwinisme social, una interpretació sociològica i eugenèsica del llibre de biologia de Charles Darwin L'origen de les espècies de Charles Darwin). Des de finals del segle xix el neomalthusianisme, des de les files de l'anarquisme i utilitzant part dels arguments malthusians, serviran als interessos de la classe treballadora per argumentar en contra d'aquesta inevitable desigualtat social provocada, segons ells, per l'existència de famílies molt nombroses abocades a la misèria.

### Autolimitació demogràfica: procreació conscient dels pobres
El neomalthusianisme va dur a terme una de les primeres reflexions demogràfiques sobre les conseqüències de la procreació il·limitada i sense control en un context d'escassos recursos -escassetat de treball, salaris baixos, encariment dels aliments-, apostant per la restricció de la natalitat obrera de manera conscient.

## Definició de neomalthusianisme de Paul Robin
El neomalthusianisme -hereu dels postulats del malthusianisme i la teoria de la població de Thomas Malthus- sorgeix en el context de la revolució industrial, on la població es fa cada vegada més urbana, i on les condicions de vida i laborals de les classes baixes i pobres (proletariat) són profundament miserables. En aquest context apareix en les files de l'anarquisme la reivindicació de condicions dignes per a aquestes classes pobres i la necessària emancipació de la dona. L'autocontrol de la població es veu com la solució per reduir la misèria de les famílies nombroses pobres i un mecanisme per permetre l'emancipació de la dona.
En aquest sentit l'anarquista francès Paul Robin definirà el neomalthusianisme com a:
| « | mitjà de combatre la pobresa mitjançant la limitació dels naixements fins que existeixin les condicions idònies que garanteixin per als futurs fills dels obrers una bona educació, una bona organització social i un bon naixement. | » |

## Principis neomalthusians
El neomalthusianisme clàssic pretenia resoldre principalment el problema de la misèria de les famílies nombroses pobres i la necessitat de promoure la procreació conscient i la difusió de mètodes anticonceptius. L'anarquisme neomalthusià contenia principis ambientalistes -els recursos eren escassos per a una població en augment i era necessària veritable harmonia humana amb el mitjà natural- feministes -emancipació de la dona en condicions d'igualtat amb l'home i maternitat lliure- i protoecologistes -un augment il·limitat de la població abocava al caos social, a la misèria i a la guerra-. El neomalthusianisme de la segona meitat del segle XX -encara que no es qualifica d'aquesta manera- es caracteritza per una visió global del planeta en el qual s'adverteix dels perills de la superpoblació i de l'escassetat de recursos.
El neomalthusianisme, des de posicions polítiques anarquistes i llibertàries, promovia:

### Separació de sexualitat i procreació - Maternitat lliure
Des de l'anarquisme van sorgir amb força les idees d'emancipació de la dona que implicava l'assumpció d'igualtat de drets -laborals i socials- i, com a dona la reivindicació d'un paper autònom, tant en la relació matrimonial, en la sexualitat com en la maternitat, exigint la maternitat lliure -o dret a una procreació escollida- pel que calia tant un canvi en els comportaments socials, la normativa legal i la difusió i ús de mètodes anticonceptius. Dues de les tradicionals veus d'aquesta reivindicació són Emma Goldman i Margaret Sanger.

### Vaga de ventres - ambientalisme i protoecologisme
L'existència de famílies nombroses pobres (pertanyents a les classes baixes i al proletariat) és la garantia de la perpetuació de la misèria i solament serveixen per produir massivament carn de canó per les guerres, carn d'explotació per a les fàbriques, pobres i delinqüents per a les presons i malalts i bojos per als hospitals i manicomis, a més de ser el brou on es nodreix la prostitució. Des d'aquesta posició es fa una crida a la vaga de ventres.

### Difusió de mètodes anticonceptius - procreació conscient
Per a un efectiu control de la natalitat -procreació conscient o responsable d'una generació conscient- calia educar i facilitar l'accés als mètodes contraceptius. Per a això es funden les Lligues de la Regeneració Humana, organitzacions neomalthusianes que difonen les seves idees, promouen l'ús i accés als mètodes anticonceptius.

## Història del neomaltusianisme
Encara que el neomalthusianisme remet al corrent ideològic aparegut a mitjan segle xix als Estats Units i Anglaterra i difosa a França -on va tenir gran auge-, Espanya, Portugal i altres països llatinoamericans associada a l'anarquisme, poden entendre's, en un sentit molt ampli, com a posicions neomalthusianes aquelles que manifesten la desproporció de la població en relació amb la capacitat del planeta per produir recursos i en general aquelles que proposen, a partir d'intervinguts del segle xx, contenir la població mundial.
Els neomalthusians, d'orientació anarquista, promovien la maternitat lliure, la procreació conscient o maternitat responsable o limitació de la natalitat -mitjançant l'ús de mètodes anticonceptius- com a solució dirigida a les classes baixes o pobres -proletariat-.

### Precursors i Malthusian League de 1877
Es consideren iniciadors d'aquesta teoria neomalthusiana al reformador francès Francisco Place autor de l'obra Il·lustració i proves del principi de població de 1822, a Robert Dale Owen, autor de Fisiologia moral de 1831, llibre en el qual es detallaven els diferents mètodes anticonceptius de l'època, els germans Drysdale (Charles Dryslale i George Dryslale, autor d'Elements de Ciència Social, obra de 1854, en la qual es mostra un gran interès per la vinculació entre ment i matèria, llibre de gran èxit en l'època victoriana), fundadors l'any 1877 a Anglaterra de la Lliga Malthusiana (Malthusian League) i del seu periòdic The Malthusian'.

### Grup de Chicago
El grup de Chicago també es considera precursor del neomalthusianisme. Va estar associat a la Federació Universal de la Lliga de la Regeneració Humana i tenia com a periòdic The Lucifer. En foren membres Moses Harman i la seva hija Lillian Harman, Ezra Heywood, el metge Foote i el seu fill E.C. Walker i la gran activista Ida Craddock. Serà posteriorment quan Margaret Sanger i Emma Goldman, a través de conferències i el periòdic anarquista Mother Earth aconsegueixin el dret a la maternitat lliure.

### 1896 - Lliga de la Regeneració Humana de França
Paul Robin funda en 1896 la Lliga de la Regeneració Humana de França la presidència d'honor de la qual ostenta l'anglès George Dryslale, autor d'Elements de Ciència Social, llibre de 1854 que serà referència per al neomalthusianisme francès i espanyol. La Lliga de la regeneració humana serà dissolta el 1908. Eugene Humbert i Jeanne Humbert van ser dos dels líders del moviment que van continuar la difusió de les idees neomalthusianes i dels mètodes anticonceptius, fins i tot després d'haver-hi estat prohibits per llei en 1920. El seu activisme els va valer diverses estades a la presó.

### 1900 - Federació Universal de la Lliga de la Regeneració Humana
En 1900 es funda, clandestinament a París, la Federació Universal de la Lliga de la Regeneració Humana, 'lliga neomalthusiana promaternitat conscient i lliure', al domicili parisenc de l'anarquista català Francesc Ferrer i Guàrdia, amb l'assistència de Paul Robin, Charles Dryslale (germà de George Dryslale, autor d'Elements de Ciència Social, obra de 1854), l'anarquista lituana Emma Goldman i el metge holandès Johannes Rutgers (1850-1924).

### 1904 - Secció espanyola de la Federació Universal
En 1904 es funda a Barcelona la Secció espanyola de la Federació Universal de la Lliga de la Regeneració Humana amb la presència de Luis Bulffi de Quintana i la feminista Nelly Roussel (1878-1922), entre d'altres.

### Extensió del neomalthusianisme ibèric per Amèrica
Des d'Espanya i Portugal s'estengué el neomalthusianisme per Amèrica Llatina i Estats Units i va continuar de manera autònoma per Argentina, Uruguai i Brasil.

#### 1906 - Vaga de ventres - Luis Bulffi de Quintana
El metge anarquista espanyol Luis Bulffi de Quintana va editar, a partir de 1904 la revista neomalthusiana Salud y Fuerza que portava com a lema Procreació conscient i limitada. Revista mensual il·lustrada de la Lliga de Regeneració Humana i en 1906 va publicar el seu assaig més conegut Huelga de vientres, que va arribar a aconseguir la sisena edició en 1909. Va ser detingut i empresonat per propaganda neomalthusiana.

### 1905 - Neomalthusianismw a Itàlia
L'any 1905 va tenir lloc un debat entre les tesis en pro i en contra del neomalthusianisme en els mitjans
anarquistes italians. La biblioteca del periòdic Il Pensiero de Roma, que dirigien Pietro Gori i Luigi Fabbri, va editar
l'obra de Faure Il problema de la popolazione. Va haver-hi difusió i publicitat de mètodes anticonceptius. En el periòdic socialista Avanti! van aparèixer les teories neomalthusianes -text de Guido Prodecca sobre l'amor lliure- i als mitjans anarquistes de Bolonya es va debatre, amb la participació de l'anarquista belga resident a Itàlia, Giacomo Mesnil, el problema de la superpoblació.

### Publicacions del moviment neomalthusià internacional
- Régénération - Revista de la Lliga de la Regeneració Humana de França.[16]
- The Malthusian - Revista de la Lliga neomalthusiana d'Anglaterra.
- Sozial Harmonie - Revista de la Lliga neomalthusiana a Stuttgart.
- Het Gelukkig Huisgezin - Revista de la Lliga neerlandesa de La Haia.
- Lucifer (The Light Bearer) - Periòdic neomalthusià de Chicago (Estats Units)
- Salud y Fuerza - Revista i editorial neomalthusiana de Barcelona.

## Neomalthusianisme en la segona meitat del segle XX
En la segona meitat del segle XX reapareixen posicions neomalthusianes -en part provocades per l'auge de països com Xina i Índia- que alertarien dels problemes globals de la superpoblació.

### 1968 - L'explosió demogràfica - Paul R. Ehrlich
El llibre de Paul R. Ehrlich L'explosió demogràfica (Population Bomb) (1968), de caràcter neomalthusià, ha tingut un paper important en el moviment ecologista dels anys 1960 i 1970 i va ajudar a proporcionar una justificació per a la investigació i desenvolupament de mètodes anticonceptius. Paul R. Ehrlich és membre de l'organització Optimum Population Trust que promou el control de la població.

### 1972 - Els límits del creixement - Club de Roma
Molts models de creixement i esgotament dels recursos tenen una inspiració malthusiana: la taxa de consum d'energia superarà la capacitat de trobar i produir noves fonts d'energia pel que es produirà una crisi que podria unir-se a una crisi pel subministrament d'aliment si la població segueix creixent. En aquest sentit s'inclou l'informe encarregat pel Club de Roma Els límits del creixement i organitzacions com Optimum Population Trust.

### 1995 - Capacitat de càrrega - Joel E. Cohen
També es poden considerar neomaltusians el professor Joel E. Cohen, de la Universitat Rockefeller, creador de l'expressió capacitat de càrrega (referida al límit de la sostenibilitat de la producció) i Samuel Huntington, en relació al creixement de la població islàmica com a causa de conflictes.

## Crítiques al neomalthusianisme

### Crítiques de l'època
- L'organització catòlica espanyola Comitè de Defensa Social va denunciar reiteradament les activitats i propaganda del neomalthusianisme. El Comitè de Defensa Social estava presidit pel cardenal Casañas i l'aristòcrata, empresari i banquer Antonio López i López, marquès de Comillas. Les posicions poblacionistes nacionalistes eren habituals en el context històric dels segles XVIII fins a mitjan XX. Es considera un baluard i riquesa nacional una població abundant i nombrosa disponible tant per a la infanteria de l'exèrcit com de mà d'obra agrícola i fabril -així, per exemple, el missatge demogràfic de Mussolini, en el qual l'elevada natalitat era un deure patriòtic-.[7]
- La teoria de Malthus ha estat refutada per economistes i sociòlegs de les més diferents escoles, i, sobretot, pels fets, ja que l'estadística prova que no és cert que la població creixi en progressió geomètrica fins i tot és possible el decreixement. Les subsistències han crescut en una proporció molt major a l'indicat per Malthus. La productivitat i capacitat industrial i agrícola ha augmentat enormement.[21]
- Els seus crítics la consideraven una doctrina perniciosa i que havia d'evitar-ne la seva difusió, a més l'Estat ha de vetllar per la maternitat en la dona, fent inversament proporcional l'impost de successió al nombre de fills, afavorint en matèria fiscal a les famílies nombroses, sobretot tractant-se d'impostos indirectes, concedint premis a les famílies nombroses, rehabilitant la consideració del treball manual, suprimint el dot de les filles i combatent la immoralitat i reprimint enèrgicament la propaganda d'idees neomalthusianes, com ho va fer Bèlgica en 1908, impedint la tolerància que hi tenen els tribunals de justícia i restablint el sentit religiós de la vida i l'imperi de la moral catòlica que prescriuen la dignitat en el matrimoni, condemnen el vici d'Onan i conserven com un mandat diví la multiplicació de l'espècie i la vida pel treball, així com aconsellen el sacrifici individual en honor de l'interès social.[21]
- Un crític de la teoria neomalthusiana va ser Lenin, el líder del Partit Bolxevic i el principal arquitecte de la Unió Soviètica.[22]

### Altres crítiques
- Es considera neomalthusianes les polítiques de control de natalitat radicals de l'Índia (1952) i Xina, així com de molts altres països menys poblats i són criticades des de grups socials i religiosos contraris a la difusió de mètodes anticonceptius, pràctiques abortives, etc.[23]
- S'associa l'esterilització forçosa i l'eugenèsia a posicions neomalthusianes encara que des del neomalthusianisme es defensen al·legant que les posicions eugenésiques, aparegudes als Estats Units en 1907 i posteriorment durant el nazisme de Hitler no tenen res a veure amb les posicions neomalthusianes de control de la natalitat i més que veure amb l'eugenisme racista o classista -esterilització de pobres o grups ètnics considerats inferiors-. Així ho testificaria, segons indica Eduard Masjuan Bracons en el seu llibre La ecología humana en el anarquismo ibèrico per exemple, les declaracions de Luis Bulffi en oposició a l'eugenisme.[10]
- Són criticats per neomalthusians els fins de la Fundació Gates i la Fundació Rockefeller[24]